# Joseph Sandler
Pour les articles homonymes, voir Sandler.
Joseph J. Sandler, né le 10 janvier 1927 au Cap et mort le 6 octobre 1998 à Londres, est un médecin et psychanalyste britannique. Il est président de l'Association psychanalytique internationale de 1989 à 1993.

## Biographie
Né et éduqué en Afrique du Sud, où il obtient son diplôme de psychologie, il vient à Londres, où il soutient son doctorat de psychologie, à l'University College en 1950, avant de poursuivre sa formation en médecine. Il se forme à la psychanalyse, avec Willi Hoffer, puis Edwige Hoffer, deux analystes proches d'Anna Freud. Il devient analyste en 1952, puis didacticien en 1955 et se spécialise dans l'analyse des enfants.
Il est élu en 1989 président de l'Association psychanalytique internationale, où il effectue deux mandats (1989-1993), et de la Fédération européenne de psychanalyse (1975-1979).

## Activités éditoriales et d'enseignement
Il est rédacteur en chef du British Journal of Psychology (1959-1963) puis de l'International Journal of Psycho-Analysis, de 1969 à 1978. Il fonde en 1974 l'International Review of Psychoanalysis, qui fusionne avec l'IJP en 1993.
Il est le premier professeur de la chaire Sigmund Freud de l'université hébraïque de Jérusalem, avant de devenir à plein temps professeur de psychanalyse à l'University College de Londres.

## Vie privée
Il épouse en secondes noces, après la mort de sa première épouse, la psychanalyste pour enfants Anne-Marie Sandler, avec qui il a écrit plusieurs ouvrages,

## Prix et distinctions
- 1989-1993 : président de l'Association psychanalytique internationale
- 1995 : Sigourney Award[5].

## Publications
- Countertransference and role-responsiveness, International Review of Psycho-Analysis, 1976, 3: 43–7
- From Safety to Superego, 1988
- (éd.) Projection, Identification and Projective Identification, Londres, 1987